# Williston (Flórida)
Williston é uma cidade localizada no estado americano da Flórida, no condado de Levy. Foi incorporada em 1929.

## Geografia
De acordo com o United States Census Bureau, a cidade tem uma área de 17,5 km², onde 17,4 km² estão cobertos por terra e 0,1 km² por água.

### Localidades na vizinhança
O diagrama seguinte representa as localidades num raio de 24 km ao redor de Williston.

## Demografia
Segundo o censo nacional de 2010, a sua população é de 2 768 habitantes e sua densidade populacional é de 158,6 hab/km². É a localidade mais populosa do condado de Levy e também a que, em 10 anos, teve o maior crescimento populacional do condado. Possui 1 148 residências, que resulta em uma densidade de 65,8 residências/km².